# 克丽丝蒂·皮尔斯
克丽丝蒂·皮尔斯（英語：Christie Pearce，1975年6月24日—），美国女子足球运动员。她曾代表美国国家队参加2000年、2004年、2008年和2012年夏季奥林匹克运动会足球比赛，获得三枚金牌和一枚银牌。